# American Heist
American Heist és una pel·lícula dels Estats Units i Rússia d'acció dirigida per Sarik Andreasyan, basada en la pel·lícula de 1959 The Great St. Louis Bank Robbery, dirigida per Charles Guggenheim i John Stix. Està produïda per Georgi Malkov, Ghevond Andreassian, Tovey Christensen, Hayden Christensen i Vladímir Poliàkov.
És protagonitzada per Hayden Christensen, Jordana Brewster, Adrien Brody i Akon.

## Sinopsi
En James té un passat fosc, però ara està intentant esforçar-se per canviar, atès que coneix una noia, obté una feina com a mecànic d'automòbils, somnia a ser l'amo del seu propi negoci. Mentrestant, el seu germà gran, en Frankie, qui va estar deu anys a la presó, surt en llibertat. En Frankie tracta de millorar les seves relacions, però en James no perdona el seu germà pel fet que uns anys enrere el va acusar d'un crim, per la qual cosa en James va passar 16 mesos empresonat. Tanmateix, en Frankie intenta iniciar una nova vida que en James no espera. Per haver estat a la presó al passat, en James no espera que aconsegueixi una bona feina. En veure això, en Frankie li ofereix dura terme un petit negoci. Ell jura que serà l'últim cop i després d'un robatori al banc a Nova Orleans, ells tindran diners i podran començar la vida que van perdre. Com a resultat del "petit negoci", es convertirà en un dels més dramàtics i sanguinaris atacs en la història dels Estats Units.